# Argentinia unicolor
Argentinia unicolor är en tvåvingeart som först beskrevs av Octave Parent 1939.  Argentinia unicolor ingår i släktet Argentinia och familjen styltflugor. Inga underarter finns listade i Catalogue of Life.